# Direct Save Protocol
Das Direct Save Protocol, bzw. XDS (für X Window Direct Save Protocol), ist ein Softwareprotokoll, welches das Speichern von Dateien über das Ziehen zum Fenster des Dateimanagers ermöglicht.
XDS ist eine Fähigkeit der grafischen Benutzeroberfläche des X Window System für unixoide Betriebssysteme.
XDS ist der oberste Teil des XDND-Protokolls.